# Đội tuyển bóng đá quốc gia Xarauy
Đội tuyển bóng đá quốc gia Tây Sahara ( tiếng Ả Rập : منتخب الصحراء الغربية لكرة القدم , tiếng Tây Ban Nha : Selección de fútbol del Sahara Occidental ) đại diện cho Tây Sahara (SADR), một vùng lãnh thổ tranh chấp . Đội được kiểm soát bởi Liên đoàn bóng đá Sahrawi và là thành viên của ConIFA cho các quốc gia không trực thuộc FIFA.

## Lịch sử